# Syntéza videa
Syntéza videa je generování a manipulování video signálu. Přestože video syntézu lze do jisté míry emulovat softwarově (např. pomocí programů Cathodemer, Lumen…), většinou je zapotřebí video syntezátor. Tento přístroj zvládne v reálném čase tvořit animovaný obraz díky úpravě částí tvořící video (jednotlivé kanály barev, ADSR obálku signálu, světelnost atd.). Za pomoci oscilátorů pak dokáže horizontálně a vertikálně aplikovat dílčí efekty. Video syntezátor dovede produkovat různé vzory, 2D (někdy i 3D) efekty nebo zobrazit text. Jedno zařízení však zvládne jen omezený výběr efektů.
K samotnému generování není potřeba počítač nebo fotoaparát, signál je tvořen zcela od základu a výstupný signál je často analogový. Médium, na kterém může být obraz zobrazen, je tedy omezeno. Většinou se používají CRT obrazovky či projektory, protože video signál je upraven do takové míry, že jej běžné digitální zařízení vyhodnotí jako poškozený a nic nezobrazí.
Není zcela vzácné, že některé video syntezátory vznikly úpravou starých video procesorů, které se používaly pro vyčištění analogového videa. Tato konverze zahrnuje tzv. circuit bending, kdy se upraví samotné obvody zařízení, například přidáním spínače mezi předtím rozdělené okruhy obvodu. Další úpravy mohou být přidání potenciometrů nebo třeba fotorezistorů.
Najdeme ale také digitální syntezátory, které aplikují logické členy na dva či více video vstupů. Přestože výroba video syntezátorů není velmi rozšířená, za jednu z největších firem na jejich výrobu se dá považovat LZX Industries.  
Za video syntézu lze také považovat úpravu audio signálu za účelem promítání na osciloskopu, čehož například využil Jerobeam Fenderson ve svém projektu Oscilloscope Music.
Video signál (nebo jeho podsložky) je možné často modulovat audio signálem, což spolu s možností pracovat v reálném čase našlo své uplatnění při VJingu v klubech, na koncertech či jiných představeních.